# The Princess Bride (película)
The Princess Bride es una película estadounidense de 1987, dirigida por Rob Reiner y protagonizada por Cary Elwes, Robin Wright, Chris Sarandon, Mandy Patinkin, Wallace Shawn, Christopher Guest y André el Gigante. Está basada en el libro homónimo de 1973, escrito por William Goldman. Fue estrenada en español con los títulos La princesa prometida, La princesa que quería soñar y Caballero negro.

## Argumento
Un anciano (Peter Falk) visita a su nieto enfermo (Fred Savage) con la intención de leerle una novela que lleva consigo como era su costumbre con sus hijos cuando estos se enfermaban. El muchacho se muestra molesto ya que no le parece atractiva la idea de oír un «aburrido» libro y menos de boca de su abuelo, con quien no desea pasar su tiempo; aun así, el anciano hace oídos sordos a las protestas y prometiendo que la historia le gustará comienza la narración de un libro titulado The Princess Bride:
La bella Buttercup (Robin Wright) vive en una granja del país llamado Florin. A ella le gusta molestar a Westley (Cary Elwes), su mozo de caballerizas, pidiéndole que realice trabajos para ella; él solo contesta «Como desees» a todo lo que ella pide; sin embargo, con el tiempo Buttercup entiende que estas palabras realmente significan «Te amo» y corresponde a su amor.
Westley se marcha a hacer fortuna para poder casarse con ella, prometiendo volver, pero su barco es atacado por el temible pirata Roberts, un sanguinario pirata que es famoso por ser inmortal, un maestro con la espada, poseedor de una astucia sobrehumana y jamás tomar prisioneros. Creyendo que Westley ha muerto, Buttercup queda con el corazón destrozado y tras algunos años acepta casarse con el príncipe Humperdinck (Chris Sarandon), heredero del trono de Florin.
Antes del día de la boda, Buttercup es raptada por un estrafalario trío de proscritos: el diminuto genio siciliano Vizzini (Wallace Shawn), el experto espadachín español Íñigo Montoya (Mandy Patinkin) y el gigantesco luchador turco Fezzik (André el Gigante), quienes fueron contratados por un desconocido para iniciar una guerra entre Florin y el reino vecino, simulando que estos raptaron a la joven y la asesinaron.
Mientras huyen en un velero, descubren que son perseguidos por un enmascarado vestido de negro, que les da alcance en los Acantilados de la Locura, donde Íñigo Montoya se detiene para enfrentarlo en un combate de esgrima; aunque primero deciden descansar para que sea un duelo justo, aprovechando así Iñigo de explicarle que se hizo espadachín para vengarse de un hombre con seis dedos en una mano, quien mató a su padre y desfiguró su cara, para lo cual se ha preparado desde su niñez entrenando con la espada. Tras esto, deciden comenzar un duelo donde ambos muestran una habilidad extraordinaria; finalmente el hombre misterioso vence, pero deja vivo al español, admirado por su habilidad y sentido del honor.
Vizzini, al darse cuenta de que Íñigo ha fracasado, deja atrás a Fezzik, ordenándole emboscarlo y matarlo; Fezzik no se siente cómodo con un método tan deshonesto, por lo que reta al hombre a una pelea de puños y, aunque Fezzik tiene ventaja por su enorme cuerpo y fuerza, también es derrotado, pero no muerto. El príncipe y sus hombres, mientras tanto, rastrean de cerca a los secuestradores, llegando a los acantilados sin encontrar a nadie y posteriormente llevándose a Fezzik para enrolarlo a la fuerza como uno de sus agentes de orden.
Por fin, el hombre enmascarado alcanza a Vizzini, que usa a Buttercup como rehén, asegurando que es incapaz de derrotarlo ya que posee un intelecto superior al de cualquier sabio que haya vivido; ante esto el enmascarado le propone una «batalla de ingenio a muerte»: tras poner un veneno indetectable en una de las dos copas de vino que ellos beberán, Vizzini debe elegir aquélla que no está envenenada para que sea su oponente quien muera. Tras una larga retahíla de pretenciosos razonamientos escoge una, engañando al enmascarado y cambiándolas a último momento, aun así, pierde la vida ya que posteriormente el enmascarado revela a Buttercup que ambas tenían un veneno contra el cual él había desarrollado inmunidad.
El enmascarado se lleva a Buttercup en su huida del príncipe Humperdinck y ella deduce que se trata del temible pirata Roberts, este confirma la suposición y al saber por ella que Westley era una de sus víctimas reconoce recordarlo porque le habló de la mujer que amaba antes de morir, por lo mismo le recrimina el desposarse con otro, opinando que es mejor que el joven muriera a saber que ella lo había reemplazado tan rápido; así, Buttercup intenta deshacerse de él empujándole desde una empinada colina como venganza por la muerte de Westley. Solo después que ella le oiga gritar «Como desees», comprende que se trata de su añorado amor y se lanza tras él colina abajo.
Westley le relata como el pirata Roberts atacó el barco en que viajaba, pero hizo una excepción y le perdonó la vida, convirtiéndolo en su sirviente y posteriormente en su hombre de confianza. Con el tiempo le revelaría que no era el pirata Roberts original, sino alguien que, al igual que Westley, sirvió al pirata Robert, quien finalmente le cedió el barco y el nombre. Parece ser que el verdadero y original pirata Roberts, o el más antiguo del que se sabe, llevaba más de 20 años retirado. De este modo, el nombre, barco y fama del pirata Roberts pasaron a Westley después que este estudiara, entrenara y se preparara para asumir el nombre con una nueva tripulación que lo cree el original. Tras sobrevivir ahora ambos a los tres horrores del Pantano de Fuego (el fuego burbujeante, las arenas resplandecientes y los roedores de aspecto gigantesco), son capturados por el príncipe Humperdinck y por su servidor, el amenazante conde Rugen (Christopher Guest).
Buttercup es llevada de vuelta a palacio a esperar su boda. Ahora que ella sabe que Westley está vivo, siente que es un destino peor que la muerte, el príncipe le asegura que Westley fue llevado hasta su barco pero respetando el amor entre ellos promete enviar mensajeros por él, a cambio que si no llega a reclamarla, se case con él. Sin embargo, en realidad Westley fue llevado por el conde Rugen al Foso de la Desesperación, su escondite personal para experimentos de magia y alquimia. Allí es recibido por un albino (Mel Smith), con la ayuda del cual el conde lo tortura con una máquina que extrae dolorosamente la fuerza vital poco a poco.
Íñigo y Fezzik se reencuentran y el turco le cuenta a su amigo lo sucedido a Westley, revelándole que mientras trabajaba para las tropas del príncipe descubrió que Rugen tiene seis dedos en una mano, por lo que deciden cumplir la venganza de Iñigo e impedir el matrimonio de Buttercup y Humperdinck. Conscientes que son incapaces de lograrlo, deciden buscar a Westley, ya que al derrotarlos a ellos y a Vizzini en lo que cada uno era mejor (espada, fuerza e intelecto) razonan que podrá guiarlos a la victoria.
En la víspera de la boda, un comentario descuidado por parte de Humperdinck revela a Buttercup que el príncipe nunca envió mensajeros a buscar el barco de Westley, desenmascarando sus malas intenciones y ganándose el desprecio y los insultos de su prometida; furioso por el amor de la joven por el pirata, Humperdinck se presenta en el Foso de la Desesperación y activa la máquina a máxima potencia, acabando con la vida del joven en un acto tan atroz que su grito de sufrimiento recorre toda la Tierra.
Guiados por el grito de muerte de Westley, Iñigo y Fezzik encuentran el Foso, roban el cadáver y buscan al Milagroso Max (Billy Crystal), un mago de la corte despedido por el príncipe Humperdinck en favor de Rugen, que afirma que Westley solo está aparentemente muerto y lo resucita a instancias de su esposa Valerie (Carol Kane), ya que será una forma de vengarse del príncipe y porque Westley ha encontrado el amor verdadero. Con la medicina de Max, Westley despierta pero no puede mover su cuerpo, por lo que debe depender de sus compañeros para llevar a cabo un improvisado plan.
Humperdinck y Rugen, como prevención, han puesto una cantidad inimaginable de guardias y soldados para asegurar el éxito de la ceremonia, sin embargo, esto no se debe a su amor por la joven, sino porque desde un inicio la boda ha sido una estrategia para declarar la guerra a los vecinos de Florin, siendo en realidad el príncipe el anónimo contratante de Vizzini. Ahora su plan de respaldo implica la muerte de la joven durante su noche de bodas, fingiendo que asesinos del otro reino la atacaron tras la ceremonia.
Westley asalta el castillo fingiendo que Fezzik es Roberts, que gracias a un truco de Westley simula avanzar flotando envuelto en llamas hacia los soldados, haciéndolos huir de terror ante la idea de enfrentar al pirata inmortal. En el interior Iñigo persigue al conde Rugen, quien lo apuñala a traición, pero no logra frenarlo. Paralelamente, Fezzik se enfrenta al grueso de los guardias tras ocultar a Westley en un lugar seguro. Mientras, un obispo gangoso (Peter Cook) ha casado a Humperdinck y a Buttercup, aunque sin su consentimiento, por lo que se dispone a suicidarse.
A pesar de la gravedad de sus heridas, Íñigo enfrenta a Rugen mientras repite la frase que tanto había esperado decirle: «Hola, me llamo Íñigo Montoya, tú mataste a mi padre. Prepárate a morir.», dejando que Rugen lo hiera varias veces para después atacarlo y demostrar que su estilo de esgrima es superior. Finalmente, lo mata y se dispone a encontrarse con sus camaradas.
En el último momento, Westley, quien logró llegar por sí solo a los aposentos reales, evita que Buttercup se suicide y le explica que su matrimonio no es válido por haber omitido la parte de la ceremonia donde ella debía decir «acepto»; al ser encarado por el príncipe, el joven lo intimida solo con sus palabras y hace que se rinda a pesar de no tener fuerzas para sostenerse en pie, sin embargo perdona la vida del príncipe, ya que prefiere que viva en la vergüenza.
Tras esto se encuentran con Íñigo y posteriormente con Fezzik, quien ha robado los cuatro mejores corceles blancos del príncipe para huir. Posteriormente, llegan a la costa, donde los espera el navío de Roberts, sin embargo, el deseo de Westley es no separarse de Buttercup, por lo que ofrece a Íñigo el sucederlo como el pirata Roberts mientras él puede quedarse en tierra y vivir con ella.
Tras acabar la narración por parte de su abuelo el muchacho se muestra encantado por la historia y por la compañía de su abuelo, de quien ha mejorado mucho su opinión y admiración. Por ello, tras acabar y oír al anciano despedirse, le pide que regrese al día siguiente a leerle, a lo que él responde «Como desees».

## Reparto

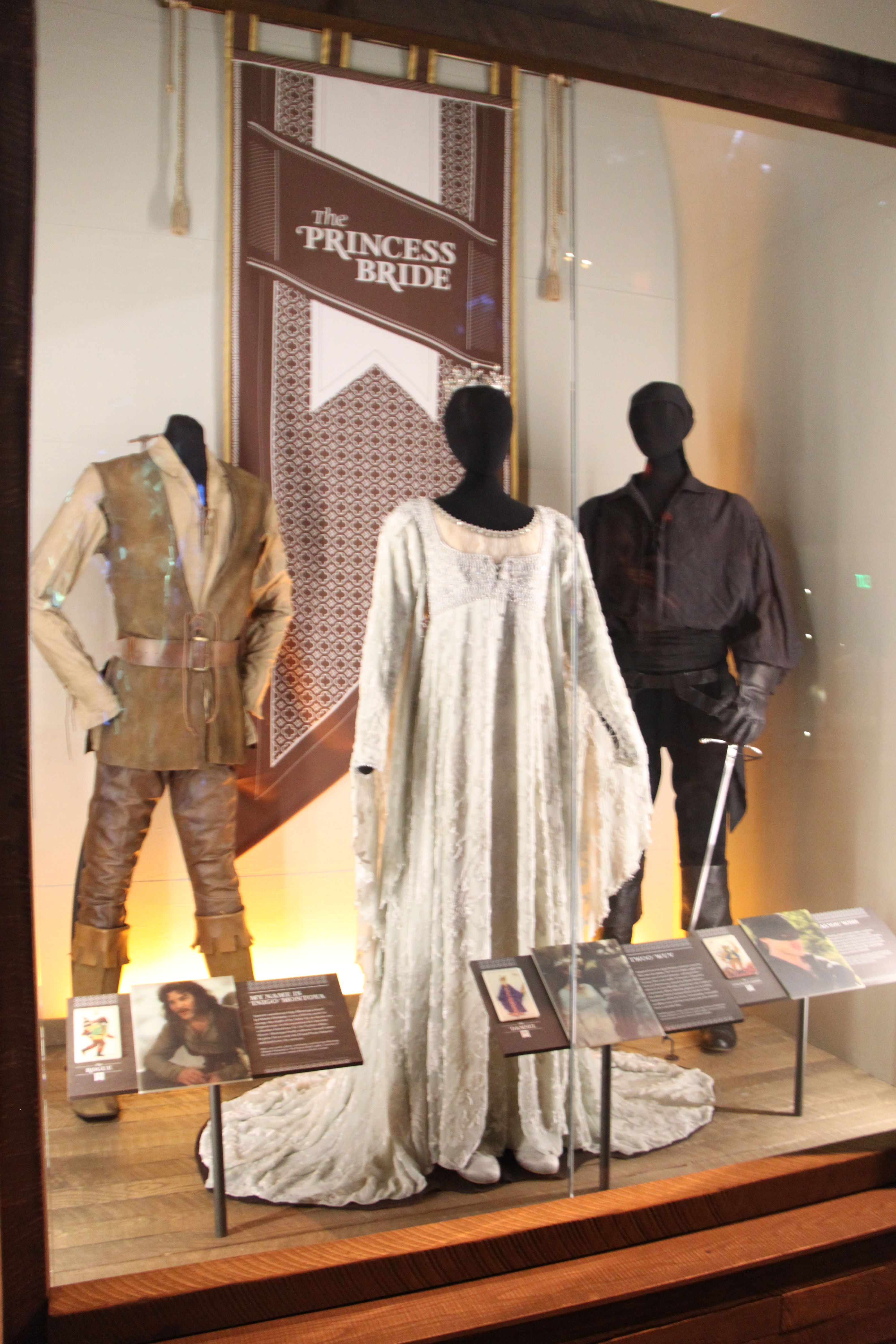
Vestuarios utilizados por los personajes: Atuendo de Íñigo Montoya (izquierda), vestido de novia de Buttercup (centro), ropa de pirata de Westley (derecha).

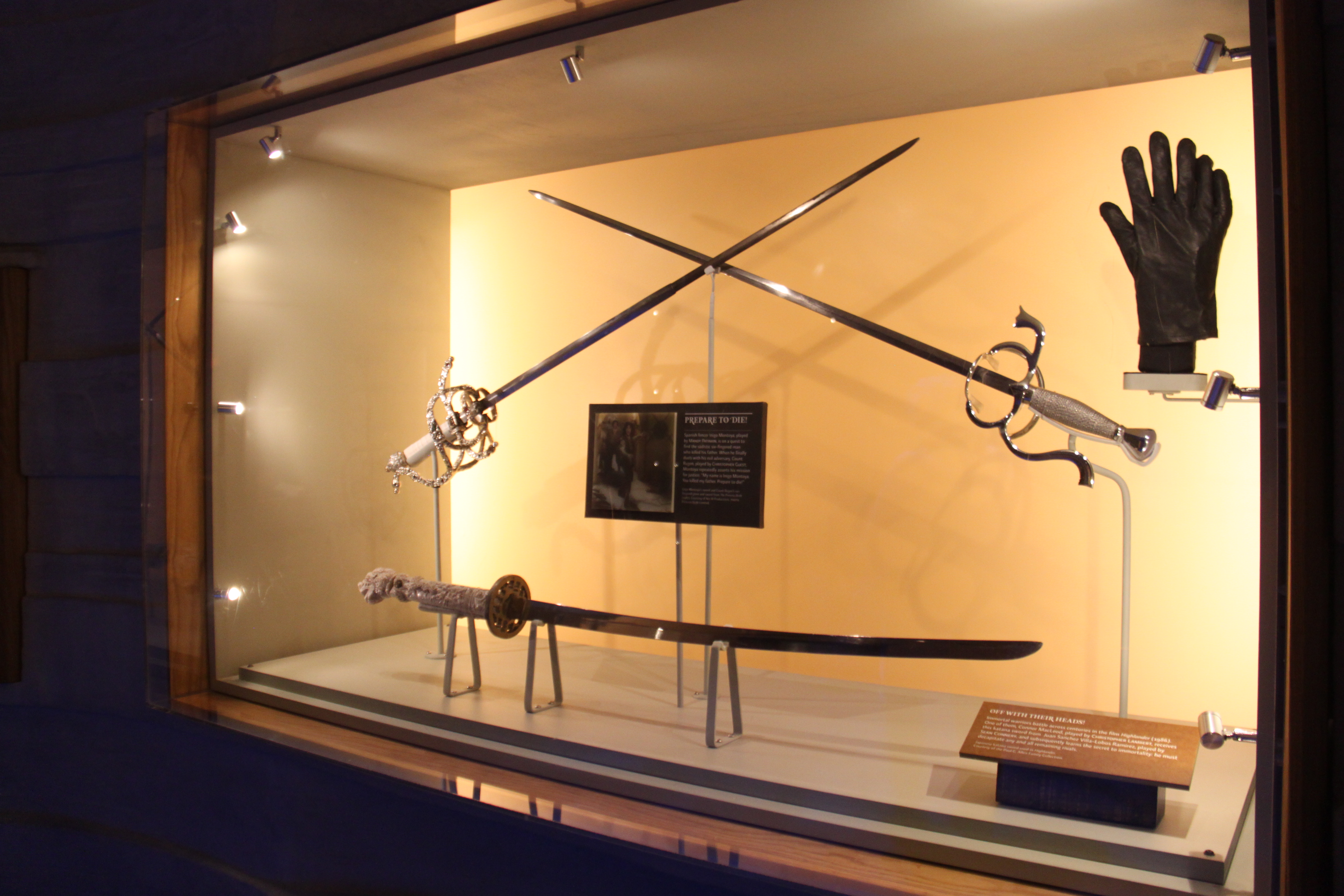
Espada de Íñigo Montoya (izquierda) cruzada con la espada utilizada por Westley (derecha) en el duelo en los Acantilados de la Locura; a su lado, el guante de seis dedos del Conde Rugen.

| Actor             | Personaje                   |
| ----------------- | --------------------------- |
| Cary Elwes        | Westley / El pirata Roberts |
| Robin Wright      | Buttercup                   |
| Mandy Patinkin    | Íñigo Montoya               |
| Chris Sarandon    | Príncipe Humperdinck        |
| Christopher Guest | Conde Tyrone Rugen          |
| Wallace Shawn     | Vizzini                     |
| André the Giant   | Fezzik                      |
| Peter Falk        | Abuelo narrador             |
| Fred Savage       | Nieto del narrador          |
| Peter Cook        | Obispo gangoso              |
| Billy Crystal     | Milagroso Max               |
| Carol Kane        | Valerie, esposa de Max      |
| Mel Smith         | El Albino                   |
| Malcolm Storry    | Yalin, jefe de la guardia   |
| Margery Mason     | Anciana del sueño           |
| Willoughby Gray   | El Rey                      |
| Betsy Brantley    | Madre del niño              |

## Banda sonora
La banda sonora fue publicada por Warner Bros. en 1987. Fue compuesta y grabada por Willy DeVille y Mark Knopfler, la única persona que Rob Reiner creía capaz de crear una música que captara la peculiaridad de la película y su carácter romántico. Reiner era un admirador de los anteriores trabajos de Knopfler pero no lo conocía antes de trabajar en la película y le envió el guion esperando que aceptase. Aceptó con una condición: que en alguna parte de la película Rob Reiner incluyese la gorra de béisbol que llevó interpretando a Marty DiBergi en This is Spinal Tap. Reiner no pudo mostrar la gorra original, pero incluyó una similar en la habitación del nieto. Más adelante Knopfler diría que estaba bromeando.
Lista de canciones
1. Once upon a Time...Storybook Love
2. I Will Never Love Again
3. Florin Dance
4. Morning Ride
5. The Friends' Song
6. The Cliffs of Insanity
7. The Swordfight
8. Guide My Sword
9. The Fireswamp and the Rodents of Unusual Size
10. Revenge
11. A Happy Ending
12. Storybook Love (compuesta e interpretada por Willy DeVille)

## Comentarios

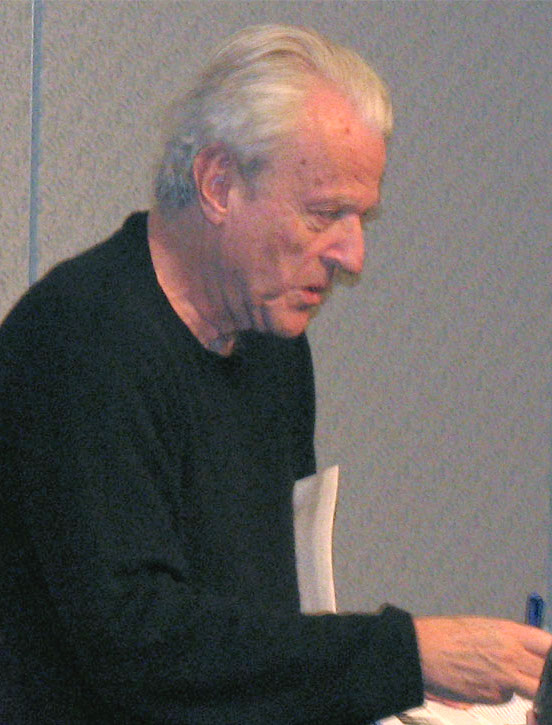
William Goldman, escritor de la novela y del guion de la película.

El libro es una supuesta versión abreviada de una antigua novela del autor florinés S. Morgenstern (ficticio), que era una sátira sobre los excesos de la realeza europea. Goldman «recuerda» el libro como le fue relatado por su padre, como un cuento de aventuras, sin las complejas connotaciones políticas. Según asegura durante el relato, su trabajo es una recreación de esta narración simplificada de su padre. Sin embargo, el libro es un trabajo original de Goldman. Morgenstern y su «versión original» nunca existieron.
La familia de Goldman se describe con precisión en el libro. Tiene dos hijas, no un hijo y su mujer no es psicóloga. Los países Florin y Guilder no existen, aunque antes de la llegada del euro, ambas eran monedas en circulación; de hecho, la misma moneda en los Países Bajos, y la forma en que se llamaba a la monedas de dos chelines en el Reino Unido. Goldman llevó la broma más lejos, publicando otro libro llamado The Silent Gondoliers (no publicado en español) sobre por qué los gondoleros de Venecia ya no cantaban a sus pasajeros, con el seudónimo de S. Morgenstern. La familia Vizzini de La princesa prometida también aparece en este libro.
El recurso de fingir que el autor descubre y edita un libro muy antiguo, ha sido utilizado por autores tan dispares como Miguel de Cervantes o Umberto Eco.
La película tuvo un éxito moderado. No fue un gran éxito de público, y solo recaudó en la taquilla estadounidense el doble de los 15 millones de dólares que costó su producción. No obstante, con los años se ha convertido en una película de culto.
El papel de Fezzik, el gigante, se ofreció a Kareem Abdul-Jabbar, que rehusó hacerlo.
El libro tiene varios escenarios más que la película y un final menos optimista.
La película fue filmada en diversos lugares del Reino Unido e Irlanda:
- Burham Beeches, Buckinghamshire.
- Castleton, Derbyshire.
- Cliffs of Moher, County Clare, Irlanda (para los acantilados de la locura).
- Haddon Hall, Bakewell, Derbyshire.

## Premios y nominaciones
| Año  | Premio                                    | Categoría                                     | Candidato                       | Resultado |
| ---- | ----------------------------------------- | --------------------------------------------- | ------------------------------- | --------- |
| 1987 | Heartland Film Festival                   | Película verdaderamente conmovedora           | Rob Reiner                      | Ganador   |
| 1987 | Festival Internacional de Cine de Toronto | People's Choice                               | Rob Reiner                      | Ganador   |
| 1988 | Premios Óscar                             | Mejor canción original                        | Storybook Love de Willy DeVille | Nominado  |
| 1988 | Premios Saturn                            | Mejor película de fantasía                    | The Princess Bride              | Ganador   |
| 1988 | Premios Saturn                            | Mejor vestuario                               | Phyllis Dalton                  | Ganador   |
| 1988 | Premios Saturn                            | Mejor actriz                                  | Robin Wright                    | Nominado  |
| 1988 | Premios Saturn                            | Mejor guion                                   | William Goldman                 | Nominado  |
| 1988 | American Comedy Awards                    | Actor de reparto más gracioso                 | Billy Crystal                   | Nominado  |
| 1988 | American Comedy Awards                    | Actriz de reparto más graciosa                | Carol Kane                      | Nominado  |
| 1988 | Casting Society of America                | Mejor casting                                 | Jane Jenkins Janet Hirshenson   | Nominado  |
| 1988 | Premios Grammy                            | Mejor álbum instrumental original             | Mark Knopfler                   | Nominado  |
| 1988 | Premios Hugo                              | Mejor presentación dramática                  | Rob Reiner William Goldman      | Ganador   |
| 1988 | Sindicato de Guionistas de Estados Unidos | Mejor guion basado en otro material           | William Goldman                 | Nominado  |
| 1988 | Premios Young Artist                      | Mejor actor joven                             | Fred Savage                     | Ganador   |
| 1989 | Universidad del Sur de California         | Premio Scripter de la USC                     | William Goldman                 | Nominado  |
| 2016 | National Film Preservation Board          | Junta de Preservación de películas nacionales | The Princess Bride              | Admitida  |

## Lectura adicional
- Elwes, Cary; Layden, Joe (2014). As You Wish: Inconceivable Tales from the Making of The Princess Bride. Nueva York: Touchstone. ISBN 9781476764023. OCLC 878812649.